# Thirlmere (Australië)
Thirlmere is een plaats in de Australische deelstaat New South Wales en telt 3854 inwoners (2006).

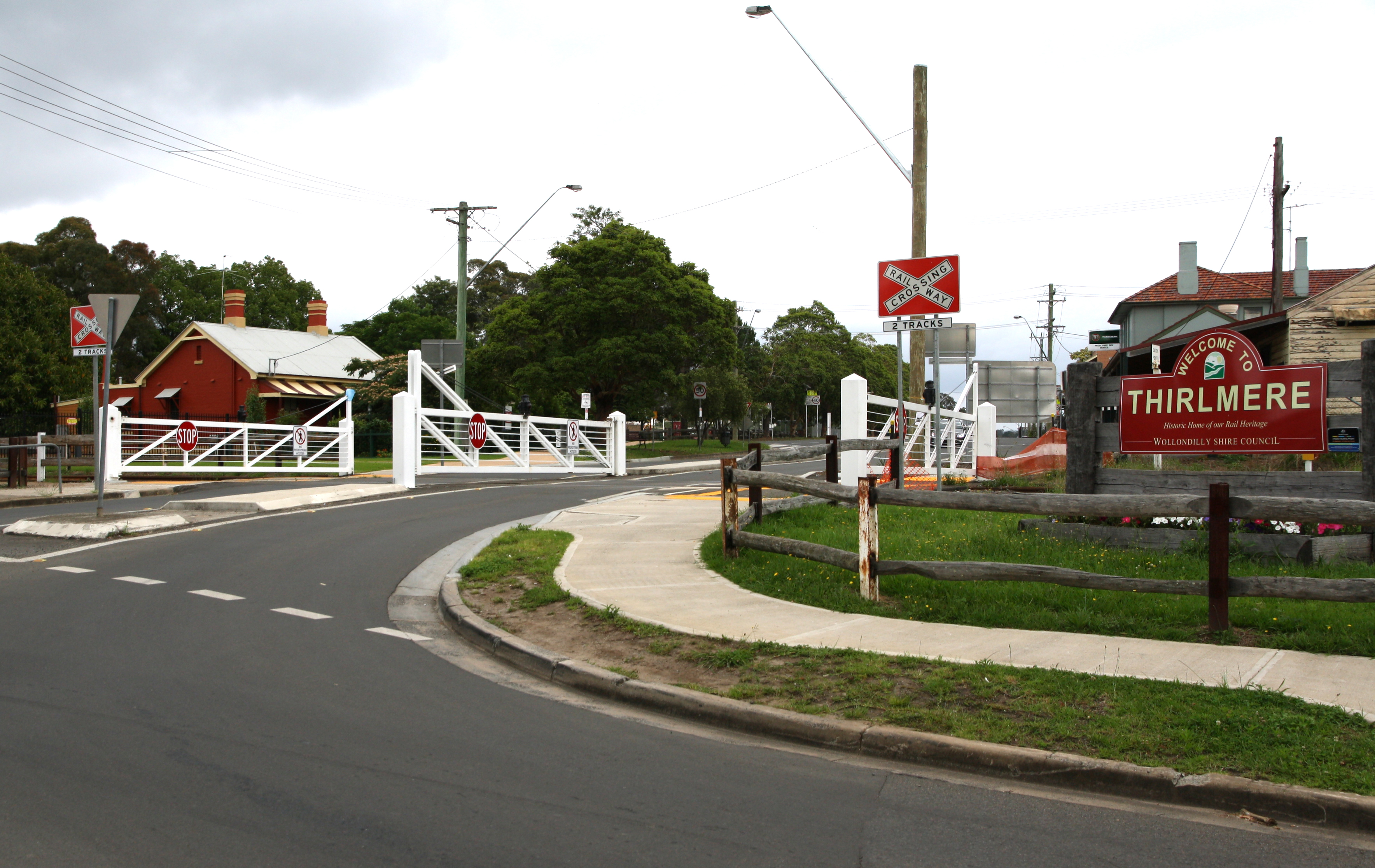
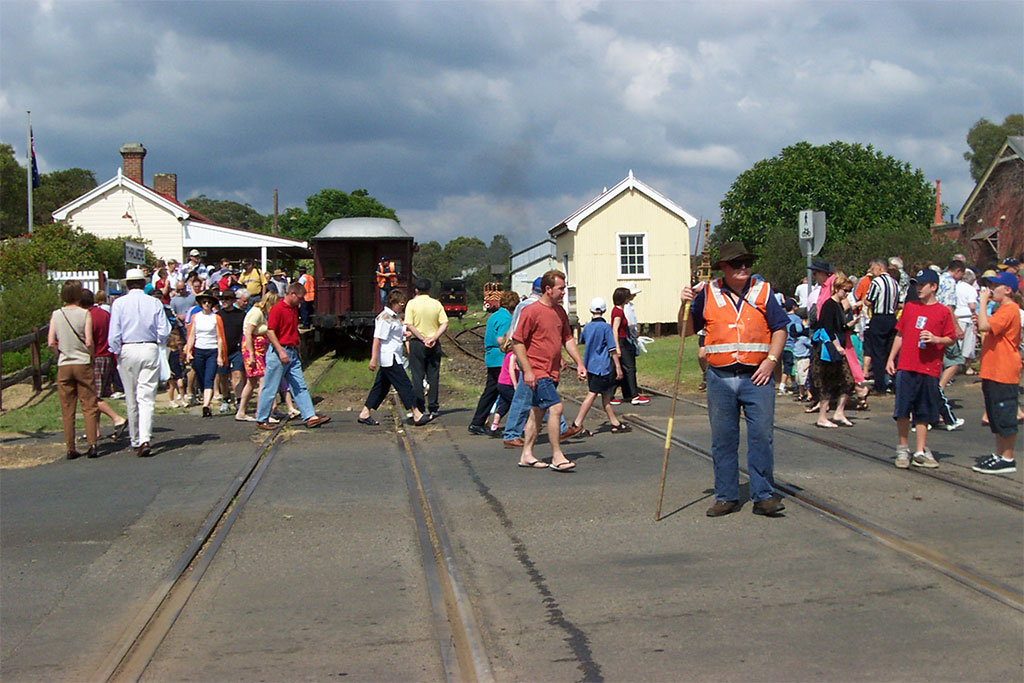